# Badminton op de Olympische Zomerspelen 2016 – Mannen enkelspel
Het mannen enkelspel in het badminton op de Olympische Zomerspelen 2016 in Rio de Janeiro vond plaats van 11 tot en met 20 augustus 2016. Chen Long won de gouden medaille door in de finale Lee Chong Wei te verslaan die al voor de derde keer op rij het onderspit moest delven in een Olympische finale.

## Plaatsingslijst
| Nr. | Speler           | Prestatie      | Uitgeschakeld door  | Nr. | Speler           | Prestatie      | Uitgeschakeld door |
| --- | ---------------- | -------------- | ------------------- | --- | ---------------- | -------------- | ------------------ |
| 1.  | Lee Chong Wei    | Zilver         | Chen Long           | 9.  | Srikanth Kidambi | Kwartfinale    | Lin Dan            |
| 2.  | Chen Long        | Goud           | niet van toepassing | 10. | Hu Yun           | Achtste finale | Chou Tien-chen     |
| 3.  | Lin Dan          | Halve finale   | Lee Chong Wei       | 11. | Ng Ka Long       | Achtste finale | Shon Wan-ho        |
| 4.  | Viktor Axelsen   | Brons          | Chen Long           | 12. | Marc Zwiebler    | Groepsfase     | Scott Evans        |
| 5.  | Jan Ø. Jørgensen | Achtste finale | Srikanth Kidambi    | 13. | Rajiv Ouseph     | Kwartfinale    | Viktor Axelsen     |
| 6.  | Chou Tien-chen   | Kwartfinale    | Lee Chong Wei       |     |                  |                |                    |
| 7.  | Tommy Sugiarto   | Achtste finale | Rajiv Ouseph        |     |                  |                |                    |
| 8.  | Shon Wan-ho      | Kwartfinale    | Chen Long           |     |                  |                |                    |

### Groep A
| Speler              | Gsp | W | V | SW | SV | Ptn |
| ------------------- | --- | - | - | -- | -- | --- |
| Lee Chong Wei       | 2   | 2 | 0 | 4  | 0  | 2   |
| Derek Wong Zi Liang | 2   | 1 | 1 | 2  | 2  | 1   |
| Sören Opti          | 2   | 0 | 2 | 0  | 4  | 0   |

| Speler 1            | Uitslag     | Speler 2            |
| ------------------- | ----------- | ------------------- |
| Lee Chong Wei       | 21-2, 21-3  | Sören Opti          |
| Derek Wong Zi Liang | 21-5, 21-6  | Sören Opti          |
| Lee Chong Wei       | 21-18, 21-8 | Derek Wong Zi Liang |

### Groep C
| Speler          | Gsp | W | V | SW | SV | Ptn |
| --------------- | --- | - | - | -- | -- | --- |
| Chou Tien-chen  | 2   | 2 | 0 | 4  | 0  | 2   |
| Misha Zilberman | 2   | 1 | 1 | 2  | 2  | 1   |
| Yuhan Tan       | 2   | 0 | 2 | 0  | 4  | 0   |

| Speler 1       | Uitslag      | Speler 2        |
| -------------- | ------------ | --------------- |
| Chou Tien-chen | 21-9, 21-11  | Misha Zilberman |
| Yuhan Tan      | 20-22, 12-21 | Misha Zilberman |
| Chou Tien-chen | 21-14, 21-8  | Yuhan Tan       |

### Groep D
| Speler         | Gsp | W | V | SW | SV | Ptn |
| -------------- | --- | - | - | -- | -- | --- |
| Hu Yun         | 2   | 2 | 0 | 4  | 0  | 2   |
| Pablo Abian    | 2   | 1 | 1 | 2  | 2  | 1   |
| Jaspar Yu Woon | 2   | 0 | 2 | 0  | 4  | 0   |

| Speler 1    | Uitslag      | Speler 2       |
| ----------- | ------------ | -------------- |
| Hu Yun      | 21-16, 21-15 | Jaspar Yu Woon |
| Pablo Abian | 21-12, 21-10 | Jaspar Yu Woon |
| Hu Yun      | 21-18, 21-19 | Pablo Abian    |

### Groep E
| Speler             | Gsp | W | V | SW | SV | Ptn |
| ------------------ | --- | - | - | -- | -- | --- |
| Lin Dan            | 3   | 3 | 0 | 6  | 0  | 3   |
| Nguyễn Tiến Minh   | 3   | 2 | 1 | 4  | 3  | 2   |
| Vladimir Malkov    | 3   | 1 | 2 | 3  | 4  | 1   |
| David Obernosterer | 3   | 0 | 3 | 0  | 6  | 0   |

| Speler 1         | Uitslag            | Speler 2           |
| ---------------- | ------------------ | ------------------ |
| Lin Dan          | 21-5, 21-11        | David Obernosterer |
| Nguyễn Tiến Minh | 15-21, 21-9, 21-13 | Vladimir Malkov    |
| Lin Dan          | 21-18, 21-7        | Vladimir Malkov    |
| Nguyễn Tiến Minh | 21-18, 21-14       | David Obernosterer |
| Lin Dan          | 21-7, 21-12        | Nguyễn Tiến Minh   |
| Vladimir Malkov  | 21-11, 21-10       | David Obernosterer |

### Groep G
| Speler           | Gsp | W | V | SW | SV | Ptn |
| ---------------- | --- | - | - | -- | -- | --- |
| Jan Ø. Jørgensen | 2   | 2 | 0 | 4  | 0  | 2   |
| Brice Leverdez   | 2   | 1 | 1 | 2  | 3  | 1   |
| Raul Must        | 2   | 0 | 2 | 1  | 4  | 0   |

| Speler 1         | Uitslag             | Speler 2       |
| ---------------- | ------------------- | -------------- |
| Jan Ø. Jørgensen | 21-8, 21-15         | Raul Must      |
| Brice Leverdez   | 21-18, 18-21, 21-12 | Raul Must      |
| Jan Ø. Jørgensen | 21-11, 21-18        | Brice Leverdez |

### Groep H
| Speler           | Gsp | W | V | SW | SV | Ptn |
| ---------------- | --- | - | - | -- | -- | --- |
| Srikanth Kidambi | 2   | 2 | 0 | 4  | 0  | 2   |
| Henri Hurskainen | 2   | 1 | 1 | 2  | 2  | 1   |
| Lino Munoz       | 2   | 0 | 2 | 0  | 4  | 0   |

| Speler 1         | Uitslag      | Speler 2         |
| ---------------- | ------------ | ---------------- |
| Srikanth Kidambi | 21-11, 21-17 | Lino Munoz       |
| Henri Hurskainen | 21-12, 21-11 | Lino Munoz       |
| Srikanth Kidambi | 21-6, 21-18  | Henri Hurskainen |

### Groep I
| Speler       | Gsp | W | V | SW | SV | Ptn |
| ------------ | --- | - | - | -- | -- | --- |
| Rajiv Ouseph | 2   | 2 | 0 | 4  | 0  | 2   |
| Sho Sasaki   | 2   | 1 | 1 | 2  | 3  | 1   |
| Petr Koukal  | 2   | 0 | 2 | 1  | 4  | 0   |

| Speler 1     | Uitslag             | Speler 2    |
| ------------ | ------------------- | ----------- |
| Rajiv Ouseph | 21-14, 21-18        | Petr Koukal |
| Sho Sasaki   | 21-10, 16-21, 21-12 | Petr Koukal |
| Rajiv Ouseph | 21-15, 21-9         | Sho Sasaki  |

### Groep J
| Speler          | Gsp | W | V | SW | SV | Ptn |
| --------------- | --- | - | - | -- | -- | --- |
| Tommy Sugiarto  | 2   | 2 | 0 | 4  | 0  | 2   |
| Osleni Guerrero | 2   | 1 | 1 | 2  | 2  | 1   |
| Howard Shu      | 2   | 0 | 2 | 0  | 4  | 0   |

| Speler 1        | Uitslag      | Speler 2        |
| --------------- | ------------ | --------------- |
| Tommy Sugiarto  | 21-14, 21-10 | Howard Shu      |
| Osleni Guerrero | 21-16, 21-15 | Howard Shu      |
| Tommy Sugiarto  | 21-12, 21-14 | Osleni Guerrero |

### Groep K
| Speler                  | Gsp | W | V | SW | SV | Ptn |
| ----------------------- | --- | - | - | -- | -- | --- |
| Scott Evans             | 2   | 2 | 0 | 4  | 2  | 2   |
| Marc Zwiebler           | 2   | 1 | 1 | 3  | 2  | 1   |
| Ygor Coelho de Oliveira | 2   | 0 | 2 | 1  | 4  | 0   |

| Speler 1                | Uitslag           | Speler 2                |
| ----------------------- | ----------------- | ----------------------- |
| Marc Zwiebler           | 21-9, 17-21, 7-21 | Scott Evans             |
| Ygor Coelho de Oliveira | 8-21, 21-19, 8-21 | Scott Evans             |
| Marc Zwiebler           | 21-12, 21-12      | Ygor Coelho de Oliveira |

### Groep L
| Speler          | Gsp | W | V | SW | SV | Ptn |
| --------------- | --- | - | - | -- | -- | --- |
| Viktor Axelsen  | 2   | 2 | 0 | 4  | 0  | 2   |
| Boonsak Ponsana | 2   | 1 | 1 | 2  | 3  | 1   |
| Lee Dong-keun   | 2   | 0 | 2 | 1  | 4  | 0   |

| Speler 1       | Uitslag             | Speler 2        |
| -------------- | ------------------- | --------------- |
| Viktor Axelsen | 21-14, 21-13        | Boonsak Ponsana |
| Lee Dong-keun  | 19-21, 21-17, 16-21 | Boonsak Ponsana |
| Viktor Axelsen | 21-11, 21-13        | Lee Dong-keun   |

### Groep M
| Speler         | Gsp | W | V | SW | SV | Ptn |
| -------------- | --- | - | - | -- | -- | --- |
| Ng Ka Long     | 2   | 2 | 0 | 4  | 0  | 2   |
| Martin Giuffre | 2   | 1 | 1 | 2  | 3  | 1   |
| Pedro Martins  | 2   | 0 | 2 | 1  | 4  | 0   |

| Speler 1      | Uitslag            | Speler 2       |
| ------------- | ------------------ | -------------- |
| Ng Ka Long    | 21-11, 21-14       | Martin Giuffre |
| Pedro Martins | 21-14, 22-24, 6-21 | Martin Giuffre |
| Ng Ka Long    | 21-17, 21-18       | Pedro Martins  |

### Groep N
| Speler          | Gsp | W | V | SW | SV | Ptn |
| --------------- | --- | - | - | -- | -- | --- |
| Shon Wan-ho     | 2   | 2 | 0 | 4  | 0  | 2   |
| Jacob Maliekal  | 2   | 1 | 1 | 2  | 2  | 1   |
| Artem Pochtarev | 2   | 0 | 2 | 0  | 4  | 0   |

| Speler 1        | Uitslag      | Speler 2        |
| --------------- | ------------ | --------------- |
| Shon Wan-ho     | 21-10, 21-10 | Jacob Maliekal  |
| Artem Pochtarev | 18-21, 19-21 | Jacob Maliekal  |
| Shon Wan-ho     | 21-9, 21-15  | Artem Pochtarev |

### Groep P
| Speler             | Gsp | W | V | SW | SV | Ptn |
| ------------------ | --- | - | - | -- | -- | --- |
| Chen Long          | 2   | 2 | 0 | 4  | 0  | 2   |
| Niluka Karunaratne | 2   | 1 | 1 | 2  | 2  | 1   |
| Adrian Dziolko     | 2   | 0 | 2 | 0  | 4  | 0   |
| Kevin Cordon       |     |   |   |    |    |     |

| Speler 1       | Uitslag             | Speler 2           |
| -------------- | ------------------- | ------------------ |
| Chen Long      | 21-7, 21-10         | Niluka Karunaratne |
| Kevin Cordon   | 21-18, 10-21, 13-21 | Adrian Dziolko     |
| Kevin Cordon   | wo                  | Niluka Karunaratne |
| Chen Long      | 21-12, 21-9         | Adrian Dziolko     |
| Chen Long      | wo                  | Kevin Cordon       |
| Adrian Dziolko | 19-21, 22-24        | Niluka Karunaratne |

## Knock-outfase
| Achtste finale | Achtste finale   | Achtste finale | Achtste finale | Achtste finale |  |   | Kwartfinale      | Kwartfinale   | Kwartfinale | Kwartfinale | Kwartfinale |  |  | Halve finale | Halve finale   | Halve finale | Halve finale | Halve finale |  |              | Finale       | Finale         | Finale       | Finale       | Finale |
|                |                  |                |                |                |  |   |                  |               |             |             |             |  |  |              |                |              |              |              |  |              |              |                |              |              |        |
| 1              | Lee Chong Wei    |                |                |                |  |   |                  |               |             |             |             |  |  |              |                |              |              |              |  |              |              |                |              |              |        |
|                | Bye              |                |                |                |  |   | 1                | Lee Chong Wei | 21          | 21          |             |  |  |              |                |              |              |              |  |              |              |                |              |              |        |
| 6              | Chou Tien-chen   | 21             | 21             |                |  | 6 | Chou Tien-chen   | 9             | 15          |             |             |  |  |              |                |              |              |              |  |              |              |                |              |              |        |
| 10             | Hu Yun           | 10             | 13             |                |  |   |                  |               |             |             |             |  |  | 1            | Lee Chong Wei  | 15           | 21           | 22           |  |              |              |                |              |              |        |
| 3              | Lin Dan          |                |                |                |  |   |                  |               |             |             |             |  |  | 3            | Lin Dan        | 21           | 11           | 20           |  |              |              |                |              |              |        |
|                | Bye              |                |                |                |  |   | 3                | Lin Dan       | 21          | 11          | 21          |  |  |              |                |              |              |              |  |              |              |                |              |              |        |
| 5              | Jan Ø. Jørgensen | 19             | 19             |                |  | 9 | Srikanth Kidambi | 6             | 21          | 18          |             |  |  |              |                |              |              |              |  |              |              |                |              |              |        |
| 9              | Srikanth Kidambi | 21             | 21             |                |  |   |                  |               |             |             |             |  |  |              |                |              |              |              |  |              | 1            | Lee Chong Wei  | 18           | 18           |        |
| 13             | Rajiv Ouseph     | 21             | 14             | 21             |  |   |                  |               |             |             |             |  |  |              |                |              |              |              |  |              | 2            | Chen Long      | 21           | 21           |        |
| 7              | Tommy Sugiarto   | 13             | 21             | 16             |  |   | 13               | Rajiv Ouseph  | 12          | 16          |             |  |  |              |                |              |              |              |  |              |              |                |              |              |        |
|                | Scott Evans      | 16             | 12             |                |  | 4 | Viktor Axelsen   | 21            | 21          |             |             |  |  |              |                |              |              |              |  |              |              |                |              |              |        |
| 4              | Viktor Axelsen   | 21             | 21             |                |  |   |                  |               |             |             |             |  |  | 4            | Viktor Axelsen | 14           | 15           |              |  |              |              |                |              |              |        |
| 11             | Ng Ka Long       | 21             | 17             |                |  |   |                  |               |             |             |             |  |  | 2            | Chen Long      | 21           | 21           |              |  |              |              |                |              |              |        |
| 8              | Shon Wan-ho      | 23             | 21             |                |  |   | 8                | Shon Wan-ho   | 11          | 21          | 11          |  |  |              |                |              |              |              |  | Troostfinale | Troostfinale | Troostfinale   | Troostfinale | Troostfinale |        |
|                | Bye              |                |                |                |  | 2 | Chen Long        | 21            | 18          | 21          |             |  |  |              |                |              |              |              |  | 3            | Lin Dan      | 21             | 10           | 17           |        |
| 2              | Chen Long        |                |                |                |  |   |                  |               |             |             |             |  |  |              |                |              |              |              |  |              | 4            | Viktor Axelsen | 15           | 21           | 21     |